# IPIP SA
S.C. IPIP S.A. (acronim pentru Institutul de Proiectări pentru Instalații Petroliere) este o companie românească cu o gamă largă de capacități, care a fost înființată în 1950, la Ploiești, ca o piatră de hotar în dezvoltarea de petrol, de prelucrare a hidrocarburilor și petrochimică, precum și domeniile lor conexe, în România și în străinătate.

## Istoric
IPIP SA a fost singurul institut de proiectare pentru rafinării și petrochimie din sud-estul Europei, dobândind prestigiu. Institutul a contribuit la restaurarea rafinăriilor românești deteriorate în timpul celui de-al Doilea Război Mondial.
În anii 1970, în cadrul general de dezvoltare a industriei românești, IPIP a proiectat rafinării noi de capacitate mare și cu grad mare de complexitate, de prelucrare a petrolului național și produselor importate brut.
Institutul a efectuat proiectare și inginerie completă pentru realizarea și punerea în aplicare a rafinăriilor noi românești, precum și pentru modernizarea și extinderea celor existente. Astfel, IPIP a proiectat complet cele 11 rafinării de petrol din România, însumând o capacitate de prelucrare de aproximativ 40.000.000 Mt/an, și un număr mare de obiective în străinătate, printre care rafinării de petrol, complexe de prelucrare a gazului/uleiurilor de ungere, terminale de petrol și alte facilități conexe.

## Domenii de activitate
- Rafinare[2]
- Chimie și petrochimie
- Prelucrare/Tratare gaze
- Mediu
- Utilaje chimice
- Construcții civile și industriale

## Servicii
- Inginerie
- Proiectare 3D
- EPCM